# Ferrovie Emilia Romagna

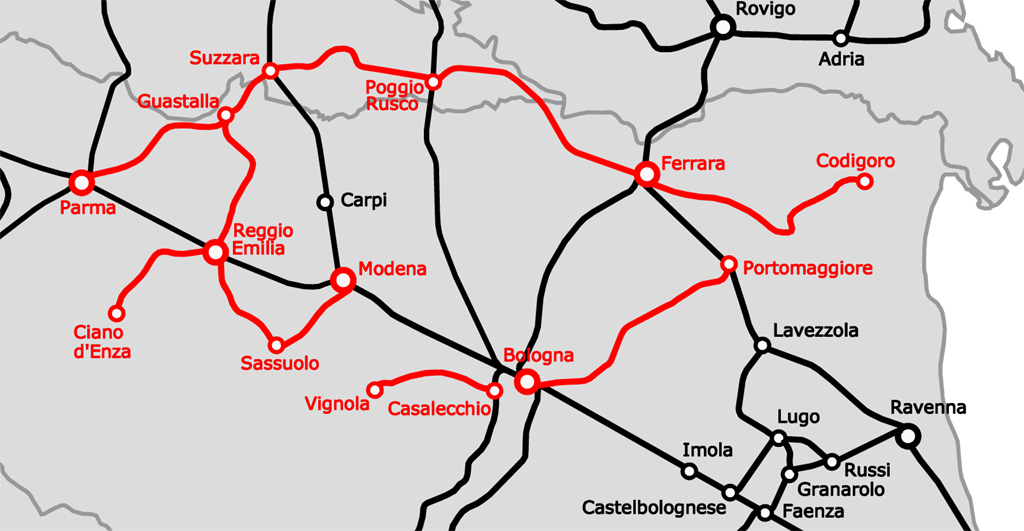
Eigene Bahnstreckeninfrastruktur

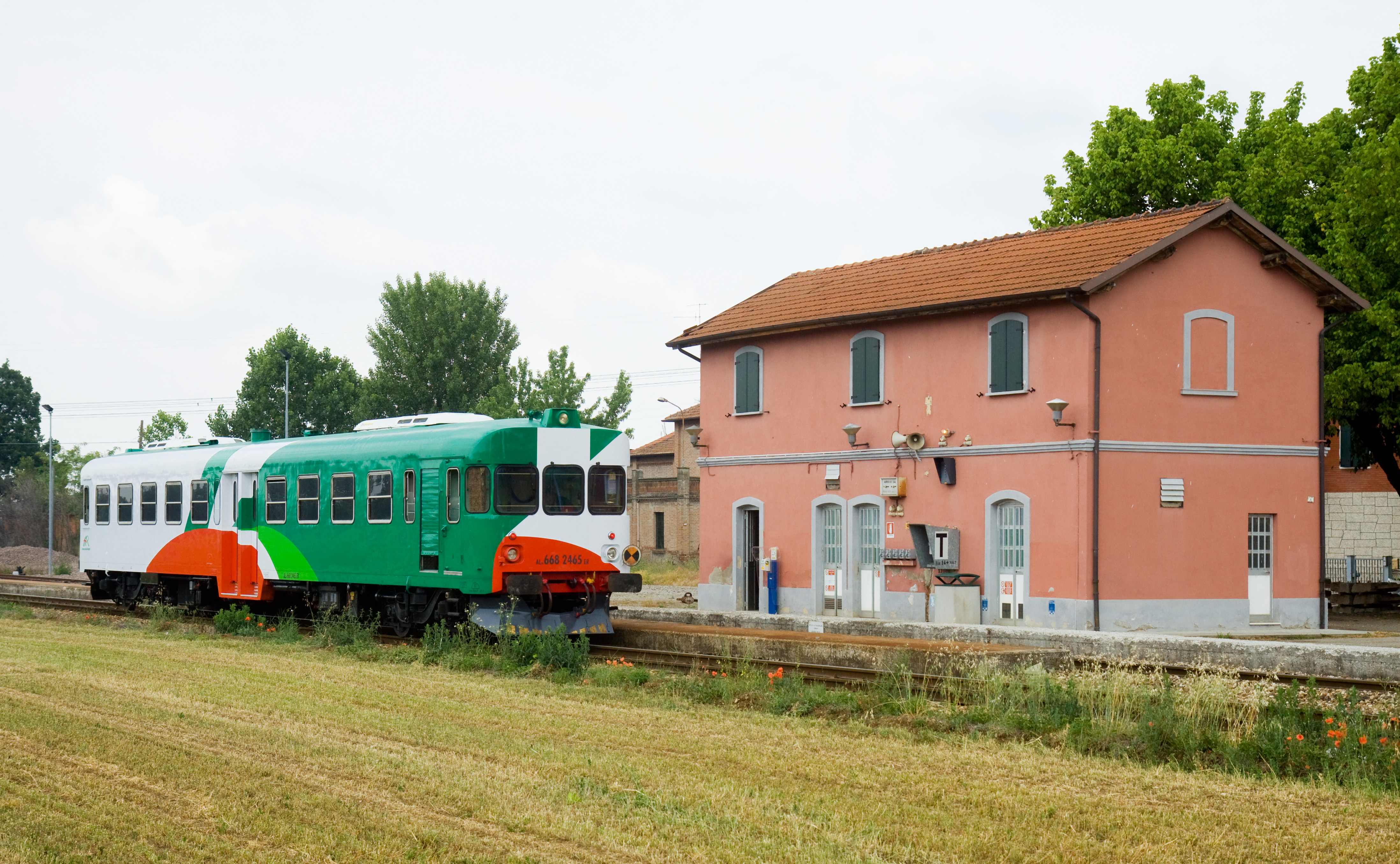
Typische Szenerie bei den FER

Die Ferrovie Emilia Romagna (FER) sind ein regionales Verkehrsunternehmen in der italienischen Region Emilia-Romagna.
Die Gesellschaft betrieb ein 354 km langes Netz, das durch die fortlaufende Übernahme einiger privater Unternehmen entstand. Die FER betrieben auch einige Zugverbindungen von regionaler Bedeutung auf den Strecken der staatlichen Rete Ferroviaria Italiana. Der Unternehmenssitz ist in Ferrara.
2012 trennte die FER Infrastruktur und Betrieb, indem der Personenverkehr ab Februar 2012 durch die provinz- und kommunaleigene Trasporto Passeggeri Emilia-Romagna (TPER) und der Güterverkehr zum 27. Juni 2012 durch die TPER-Tochtergesellschaft Dinazzano Po übernommen wurde.

## Geschichte
Die Ferrovie Emilia Romagna wurden am 1. Januar 2001 gegründet. Sie übernahmen die Funktionen von vier ehemaligen Kommissarbetrieben:
- Ferrovia Bologna-Portomaggiore (FBP)
- Ferrovia Parma-Suzzara (FPS)
- Ferrovia Suzzara-Ferrara (FSF)
- Ferrovie Padane (FP)

Am 21. Januar 2013 übergab Stadler Rail und AnsaldoBreda den ersten von 32 FLIRT-Triebzügen an die Ferrovie Emilia Romagna. Es wurden außerdem zwei Dieseltriebzüge bestellt, das Auftragsvolumen beträgt insgesamt 200 Millionen Euro und eine Option auf 20 weitere FLIRTs und GTWs besteht.

## Streckennetz
- Bologna–Portomaggiore
- Casalecchio–Vignola
- Ferrara–Codigoro
- Modena–Sassuolo
- Parma–Suzzara
- Reggio Emilia–Guastalla
- Reggio Emilia–Ciano d’Enza
- Reggio Emilia–Sassuolo
- Suzzara–Ferrara

## Fahrzeugliste

### Elektrolokomotiven
| Baureihe | Baujahr   | Herkunft   | Bemerkung               | Bild |
| -------- | --------- | ---------- | ----------------------- | ---- |
| 51–54    | 1932      | ATCM 51–54 | Historische Lokomotiven |      |
| E.189    | 2009      |            | Typ Siemens ES64F4      |      |
| E.464    | 2005–2009 |            |                         |      |
| E.483    | 2009      |            | Typ Bombardier TRAXX    |      |
| E.484    | 2006      |            | Typ Bombardier TRAXX    |      |
| E.640    | 1968–1970 | SŽ 342     |                         |      |

### Diesellokomotiven
| Baureihe | Baujahr   | Herkunft               | Bemerkung              | Bild |
| -------- | --------- | ---------------------- | ---------------------- | ---- |
| 260      | 1957      | ACT 260                |                        |      |
| 850      | 1959–1962 | ACT 850                |                        |      |
| 1900     | 1960      | ACT 1900               |                        |      |
| D.200    | 2003–2005 | ACT G2000              | Typ Vossloh G 2000 BB  |      |
| D.220    | 1956–1959 | FP 220, FSF 220        |                        |      |
| D.361    | 1974      | CFR 060                |                        |      |
| DE.122   | 1989      | ACT DE.122             |                        |      |
| DE.145   | 1994      | ACT DE.145             |                        |      |
| DE.341   | 1961      | FPS DE.501             |                        |      |
| DE.424   | 1957–1958 | FBP DE.424, FPS DE.424 |                        |      |
| Dj 474   | 2000      | FPS Dj 474             |                        |      |
| LD.61–62 | 1953–1954 | FPS LD.61–62           |                        |      |
| Ld.404   | 1960      | FPS Ld.404             |                        |      |
| Ln.372   | 1942      | FP Ln.372              | Historische Lokomotive |      |
| M.52     | 1957      | FSF M.52               | Historische Lokomotive |      |

### Dampflokomotiven
| Baureihe | Baujahr | Herkunft | Bemerkung              | Bild |
| -------- | ------- | -------- | ---------------------- | ---- |
| 7        | 1907    | ACT 7    | Historische Lokomotive |      |
| 21       | ?       | ACT 21   | Historische Lokomotive |      |

### Elektrotriebwagen
| Baureihe | Baujahr   | Herkunft     | Bemerkung              | Bild |
| -------- | --------- | ------------ | ---------------------- | ---- |
| 1–10     | 1932      | ATCM 1–10    | Historische Triebwagen |      |
| ALe 054  | 2004      | ATCM ALe 054 |                        |      |
| ALe 88   | 1985      | ATCM ALe 88  | Typ Firema E 126       |      |
| ALe 228  | 1954–1955 | ATCM ALe 228 |                        |      |
| E.122    | 1998      | FBV E.122    | Typ Firema E 122       |      |
| ETR 350  | 2012–...  |              | Typ Stadler Flirt      |      |

### Dieseltriebwagen
| Baureihe      | Baujahr   | Herkunft                                                                         | Bemerkung              | Bild |
| ------------- | --------- | -------------------------------------------------------------------------------- | ---------------------- | ---- |
| ALn 067–082   | 1995      | ACT ALn 067–082                                                                  |                        |      |
| ALn 556       | 1937      | FSF ALn 556                                                                      | Historische Triebwagen |      |
| ALn 663       | 1989–1994 | FBP ALn 663, FSF ALn 663, FP ALn 663, FPS ADn 900                                |                        |      |
| ALn 668       | 1959–1983 | ACT ALn 2463–2466, FBP ADn 600, FP ALn 668, FPS ADn 600, FS ALn 668, FSF ALn 668 |                        |      |
| ALn 772       | 1941      | FP ALn 772                                                                       | Historische Triebwagen |      |
| ALn 773       | 1962      | FP ALn 773                                                                       | Historische Triebwagen |      |
| ALn 1201–1205 | 1953–1958 | ACT ALn 1201–1205                                                                | Historische Triebwagen |      |
| ALn 2451–2456 | 195?      | ACT ALn 2451–2456                                                                |                        |      |
| ALn 9001–9003 | ?         | ACT ALn 9001–9003                                                                |                        |      |
| ATR 220       | 2009–2010 |                                                                                  | Typ Pesa ATRIBO        |      |